# Woody (DJ)
Woody, bürgerlich Naoufel Ksaier (* 1972), ist ein deutscher Techno-DJ und -Musiker tunesischer Abstammung.

## Leben
Woody war ab Mitte der 1980er Jahre in der Hip-Hop- und Sprayer-Szene Münchens aktiv. Seine ersten DJ-Gigs absolvierte Woody im Münchner Babalu Club. Anfang der 1990er Jahre zog er nach Berlin, wo er vor allem als Resident-DJ im Technoclub E-Werk bekannt wurde. Darüber hinaus trat er regelmäßig im Tresor auf.
Im Jahr 2000 gründete Woody sein eigenes Plattenlabel Fumakilla, auf dem neben seinen eigenen Veröffentlichungen auch Platten von Tulasonic (Adel Hafsi, Roger Cobernuss), Autotune, Lars Sommerfeld, Ultrahigh, The Dose, Paul Ritch und Livio & Roby erschienen. Mit seinem Remix des Kissogram-Tracks If I Had Known This Before produzierte er einen der Clubhits des Jahres 2001, der im Januar des Folgejahres auch bis auf Platz 60 der deutschen Single-Charts vordrang.
Sein Album Selected Works 2002–2006 erschien 2008 auf DJ Hells Plattenlabel International Deejay Gigolos. Zwei Jahre später folgte anlässlich des zehnjährigen Bestehens seines Labels das DJ-Mix-Album 10 Years Fumakilla. Daneben war Woody auch als Remixer tätig und lieferte unter anderem Neubearbeitungen von Tracks der Künstler 2raumwohnung (Wir trafen uns in einem Garten), Felix da Housecat (Madame Hollywood), Lars Sommerfeld (Beat Rock Two), Autotune (Dirty) und DJ T. (The Dawn).

## Diskografie

### Alben
- 2008: Woody – Selected Works 2002–2006 (Compilation, International Deejay Gigolos)
- 2010: Woody – 10 Years Fumakilla (DJ-Mix, Fumakilla)

### Singles & EPs
- 1992: Dave featuring Woody – Firmes (5° Levanta) (Enfasis Records)
- 2000: <woody!> – Body Music (Fumakilla)
- 2000: Woody – Fumakilla Funk EP Volume 1 (Fumakilla)
- 2001: Kissogram vs. Woody – If I Had Known This Before (Electric Kingdom)
- 2002: Woody – Vibe EP (Fumakilla)
- 2003: Woody & Afrika Bambaataa – Coke Dj-Culture (Promo)
- 2005: Woody – Whatever #1 (Fumakilla)
- 2006: Woody – Whatever #2 (Fumakilla)
- 2008: Woody – August / Booty Bar (International Deejay Gigolos)
- 2010: Woody, Felipe Valenzuela & Dani Casarano – Woman (Fumakilla)
- 2011: Woody, Felipe Valenzuela, Dani Casarano – New Follow (Fumakilla)
- 2014: Suparaw – Never Let You Go, Glowin Lights (Heideglühen)
- 2021: Woody & S.A.M. – You Must Be Trippin′ (Heideglühen)